# Tethys (Ozean)

Laurasia und Gondwana bilden Pangaea im globalen Panthalassa-Ozean; im Osten die Tethys

Die Tethys, auch Tethysmeer, Tethyssee genannt, ist ein erdhistorischer Ozean, der überwiegend im Mesozoikum und frühen Känozoikum in der östlichen Hemisphäre existierte. Sie bildete sich in der späten Trias und schloss sich im frühen Eozän (vor etwa 50 Millionen Jahren) nahezu vollständig. Reste ursprünglichen, nicht in Faltengebirgsbildungen einbezogenen Meeresbodens der Tethys finden sich nordwestlich von Australien, im östlichen Mittelmeer sowie im Schwarzen Meer.

## Namensgebung und Begriffsabgrenzung
Der Name leitet sich von Tethys, einer Meeresgöttin der griechischen Mythologie (Schwester und Gemahlin des Titanen Okeanos) ab, und wurde im späten 19. Jahrhundert durch den österreichischen Geologen Eduard Suess geprägt. * Suess benannte damit das ausgedehnte Meeresbecken, in dem die mesozoischen marinen Sedimente, die heute als mächtige Gesteinsabfolgen in den Alpen und anderen jungen eurasischen Faltengebirgen zutage treten, zur Ablagerung gekommen sein müssen. Da sich in der zweiten Hälfte des 20. Jahrhunderts, nach der allgemeinen Etablierung der Theorie der Plattentektonik, herausstellte, dass der mesozoischen Tethys ein älteres, plattentektonisch eigenständiges Ozeanbecken in ungefähr gleicher paläogeographischer Lage vorausging, wird heute für die „klassische“ Suess’sche Tethys oft die Bezeichnung Neotethys verwendet, um sie terminologisch klarer von der älteren, überwiegend paläozoischen Palaeotethys abzugrenzen.
Ebenfalls abzugrenzen ist die klassische Tethys (Neotethys) von der Paratethys, die, wie das heutige Mittelmeer, während des Känozoikums aus dem nordwestlichen Teil der Neotethys hervorging (siehe Entstehung und Entwicklung).

## Lage
Die Tethys (Neotethys) bildete, wie ihr Vorläufer, die Palaeotethys, eine riesige Bucht im Osten des Superkontinents Pangaea. Diese Bucht war gesäumt von den heutigen Kontinenten Asien, Europa, Afrika und Australien, wobei Indien kein Teil Asiens (oder vielmehr „Ost-Laurasiens“) war, sondern sich als Teil „Ost-Gondwanas“ am Südrand der Neotethys befand. Der Neotethys-Ozean besaß entlang der Kontinentalränder ausgedehnte flache Randmeere (Schelfe), insbesondere auch im europäischen Raum.

## Entstehung und Entwicklung

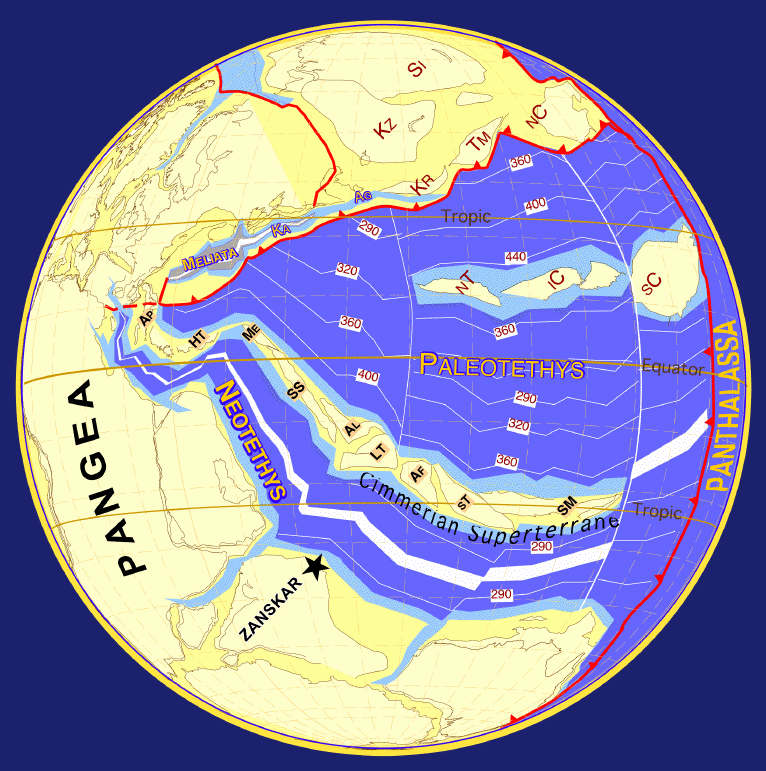
Paläotektonische Darstellung der östlichen Pangäa zur Perm-Trias-Wende. Die Kimmerischen Terrane haben sich vom Südostrand Pangäas abgelöst und driften nordwärts. Man beachte die Beschriftung der Ozeanbecken.

Die Neotethys entstand und verdrängte die Palaeotethys infolge der Wanderung der sogenannten Kimmerischen Terrane vom Nordrand der Südostpangaeaa zum Südrand der Nordostpangaeaa. Während dieser Wanderung, die im Perm begann, öffnete sich an der Rückseite (südlich) der Terrankette die Neotethys, während die Paläotethys durch Subduktion am Südrand der Nordostpangaeaa schmaler wurde. Nach der Kollision der Kimmerischen Terrane mit Nordostpangaeaa an der Trias-Jura-Wende war die Bildung der Neotethys abgeschlossen.
Mit dem Aufbrechen Pangaeas in Laurasia und Gondwana während des Jura (vor etwa 200–150 Mio. Jahren) weitete sich die Neotethys nach Westen, und wo sich zuvor Flachwasserzonen oder gar Festland befunden hatte, entstanden nun Tiefseebecken. Im Laufe der Kreidezeit und des Tertiärs schloss sich die Neotethys zwischen den Resten Gondwanas – die Lithosphärenplatten Afrika und Indien –, die gegen den Uhrzeigersinn rotierten bzw. nach Nordosten drifteten, und Eurasien, das im Uhrzeigersinn nach Süden und Südwesten rotierte. Durch den Zusammenstoß von Afrika und Indien mit Eurasien entstanden die Alpidischen Ketten.
Die Meeresbecken des Mittelmeeres, des Schwarzen Meeres und des Kaspischen Meeres sind Überreste der Neotethys. Im Verlauf des Tertiärs trennten die alpidischen Ketten, die sich in Südosteuropa und Vorderasien bildeten, die westliche Neotethys zunehmend in einen nördlichen und einen südlichen Teil. Der nördliche Teil wird paläogeographisch als Paratethys bezeichnet und aus dem südlichen Teil ging das Mittelmeer hervor. Während die sogenannte westliche und zentrale Paratethys infolge der fortschreitenden Gebirgsbildung in Südosteuropa im Pliozän komplett verlandeten, ist die östliche Paratethys heute in Form des Schwarzen Meeres und des Kaspischen Meeres erhalten.
Weil sowohl der Teil Pangaeas, der heute Afrika ist, als auch der Teil, der heute Europa ist, deutlich weiter südlich lagen als Afrika und Europa heute und auch die durchschnittliche Welttemperatur höher war, herrschte im Bereich der Neotethys ein überwiegend tropisches, im europäischen Bereich jedenfalls subtropisches Klima mit Korallenriffen und einer enormen Vielfalt weiterer Meerestiere.

## Bedeutung
Aufgrund der Tatsache, dass zahlreiche Schelfregionen der Kontinente, welche die Tethys (Neotethys) umgaben, später in Gebirgsbildungen einbezogen wurden, befinden sich die Sedimente dieser Schelfe heute in zahlreichen jungen Faltengebirgen in Europa und dem südlichen Asien. Dadurch sind sie leicht zugänglich für Geologen und Paläontologen und können u. a. Auskunft über das Leben in der Zeit ihrer Ablagerung geben.
So kann man aufgrund der Lebensspanne der Neotethys vom Perm bis zum Tertiär in diesen Sedimenten die nach dem Massenaussterben am Ende des Perm einsetzende Entwicklung neuer Lebensformen gut nachvollziehen. Auch das am Ende der Kreidezeit beobachtete Massenaussterben ist in Neotethys-Sedimenten dokumentiert.